# Tipărire
Tipărirea sau imprimarea este procesul reproducerii imaginilor și a textului, de obicei pe hârtie, cu ajutorul unei mașini de tipărit. De multe ori este definită ca un proces industrial de scară largă și este o parte esențială a publicării diferitelor materiale scrise (cărți, reviste, ziare, unele forme de publicitate etc).
Arta și tehnica tipăritului se numește „tipografie”; tot „tipografii” se numesc și întreprinderile sau atelierele mai mari de tipărire.